# Nová Ves (Batelov)
Nová Ves (původně Rittendorf, německy: Neudorf) je vesnice, část městyse Batelov, v okrese Jihlava a kraji Vysočina. Spadá do katastrálního území Nová Ves u Třešti.

## Název
Pojmenování Nová ves zřejmě pochází ze skutečnosti, že vesnice vznikla později než okolní sídla. Německé jméno Rittendorf ("Ves rytířů") doložené k roku 1383 vycházelo asi z toho, že ve vsi žili leníci držitelů hradu Janštejna. Podoba jména v písemných pramenech: Rittendorf (1383), Nowawes (1386), Newdorff (1678), Neudorff (1718), Neudorf (1720, 1751), Neudorf a Nowá Wes (1846), Neudorf a Nová Ves (1872), Nová Ves (1881 a 1924).

## Historie
První písemná zmínka o obci pochází z roku 1383.
V letech 1869–1989 byla samostatnou obcí a od 1. července 1989 se vesnice stala místní částí městyse Batelov.

## Přírodní poměry
Nová Ves leží v okrese Jihlava v Kraji Vysočina. Nachází se 4,5 km jihozápadně od Batelova, 7,2 km severozápadně od Řídelova, 4 km severovýchodně od Horních Dubenek a 5 km jihovýchodně od Horní Cerekve. Geomorfologicky je oblast součástí Česko-moravské subprovincie, konkrétně na rozmezí Křižanovské vrchoviny a Javořické vrchoviny a jejich podcelků Brtnická vrchovina a Jihlavské vrchy, v jejichž rámci spadá pod geomorfologické okrsky Třešťská pahorkatina a Řásenská vrchovina. Průměrná nadmořská výška činí 630 metrů. Ves se rozprostírá v údolí Batelovského potoka, svažujícího se mírně k severovýchodu, na křižovatce cest Telč-Pelhřimov a Batelov-Strmilov. Údolí v němž vesnice leží, je ze všech stran ohraničeno zalesněnými pahorky ve výšce kolem 700 m n. m. Na jednom z nich, jihozápadně od vsi, se nachází zřícenina středověkého hradu Janštejn.
Nejvyšší bod, Rovina (761 m n. m.), leží v jižní části katastru. V jižním cípu katastru stojí Řídelovský kopec (713 m n. m.), a Kozí hřbet (755 m n. m.), jihozápadně Kamenný vrch (710 m n. m.), západně Strahovice (701 m n. m.), východně Šimečkův vrch (636 m n. m.) a severně pak Zedník (654 m n. m.). Novou Vsí protéká Batelovský potok, na němž se jižně od vsi rozkládá rybník Kotrba a východně od vsi Nový rybník. Jižní hranici katastru tvoří Třešťský potok a západní Švábovský potok.

## Obyvatelstvo
Podle sčítání 1930 zde žilo v 90 domech 479 obyvatel. 479 obyvatel se hlásilo k československé národnosti. Žilo zde 358 římských katolíků, 112 evangelíků a 4 příslušníci Církve československé husitské.
| Rok            | 1869 | 1880 | 1890 | 1900 | 1910 | 1921 | 1930 | 1950 | 1961 | 1970 | 1980 | 1991 | 2001 | 2011 | 2021 |
| -------------- | ---- | ---- | ---- | ---- | ---- | ---- | ---- | ---- | ---- | ---- | ---- | ---- | ---- | ---- | ---- |
| Počet obyvatel | 427  | 441  | 484  | 494  | 525  | 498  | 479  | 315  | 333  | 265  | 220  | 207  | 184  | 157  | 188  |
| Počet domů     | 60   | 68   | 75   | 79   | 87   | 89   | 90   | 79   | 77   | 70   | 63   | 83   | 80   | 86   | 82   |

## Hospodářství a doprava
V obci sídlí firma FARMA Nová Ves, spol. s r.o. Obec je křižovatkou silnice II. třídy č. 112 z Benešova u Prahy do Želetavy a silnice II. třídy č. 134 z Batelova do Jarošova nad Nežárkou.  Dopravní obslužnost zajišťuje dopravce ICOM transport. Autobusy jezdí ve směrech Počátky, Třešť, Jihlava, Rohozná, Jihlávka, Batelov a Lovětín. Obcí prochází cyklistická trasa č. 5128 z Janštejna do Batelova.

## Školství, kultura a sport

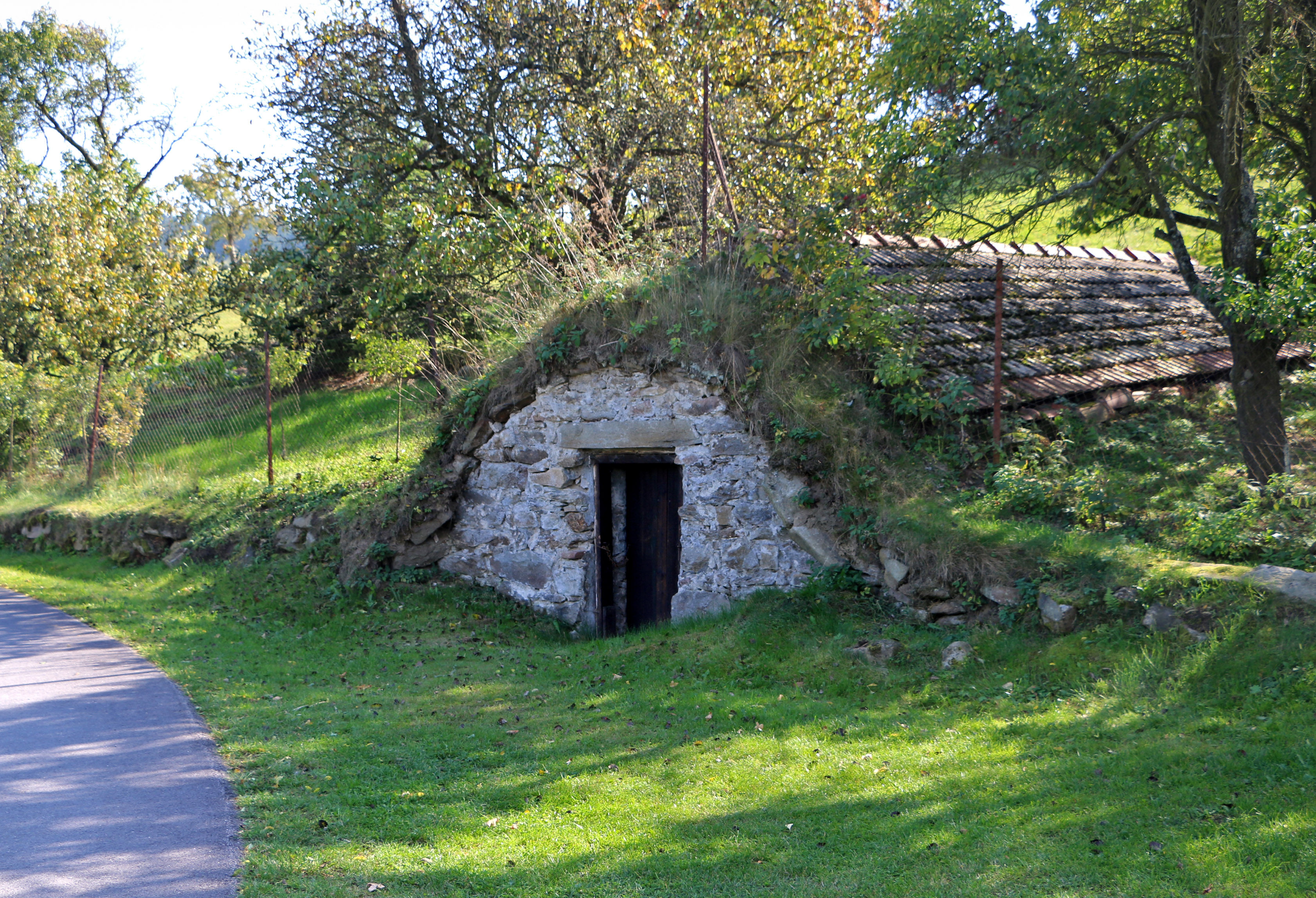
Jeden z lochů ve vesnici

Děti dojíždějí do základní školy v Batelově. Sbor dobrovolných hasičů Nová Ves byl založen roku 1895.

## Pamětihodnosti
- Zřícenina středověkého hradu Janštejn
- Lochy
- Kříž u vsi
- Boží muka při cestě k Batelovu
- Cihelna (technická památka)

## Zajímavosti
- Obec podle pověstí vznikla po poboření hradu Janštýna Janem Žižkou i se třemi původními osadami; Bražkou, Kuhlinkou (či Kovářkou) a Lhotkou.

## Další fotografie

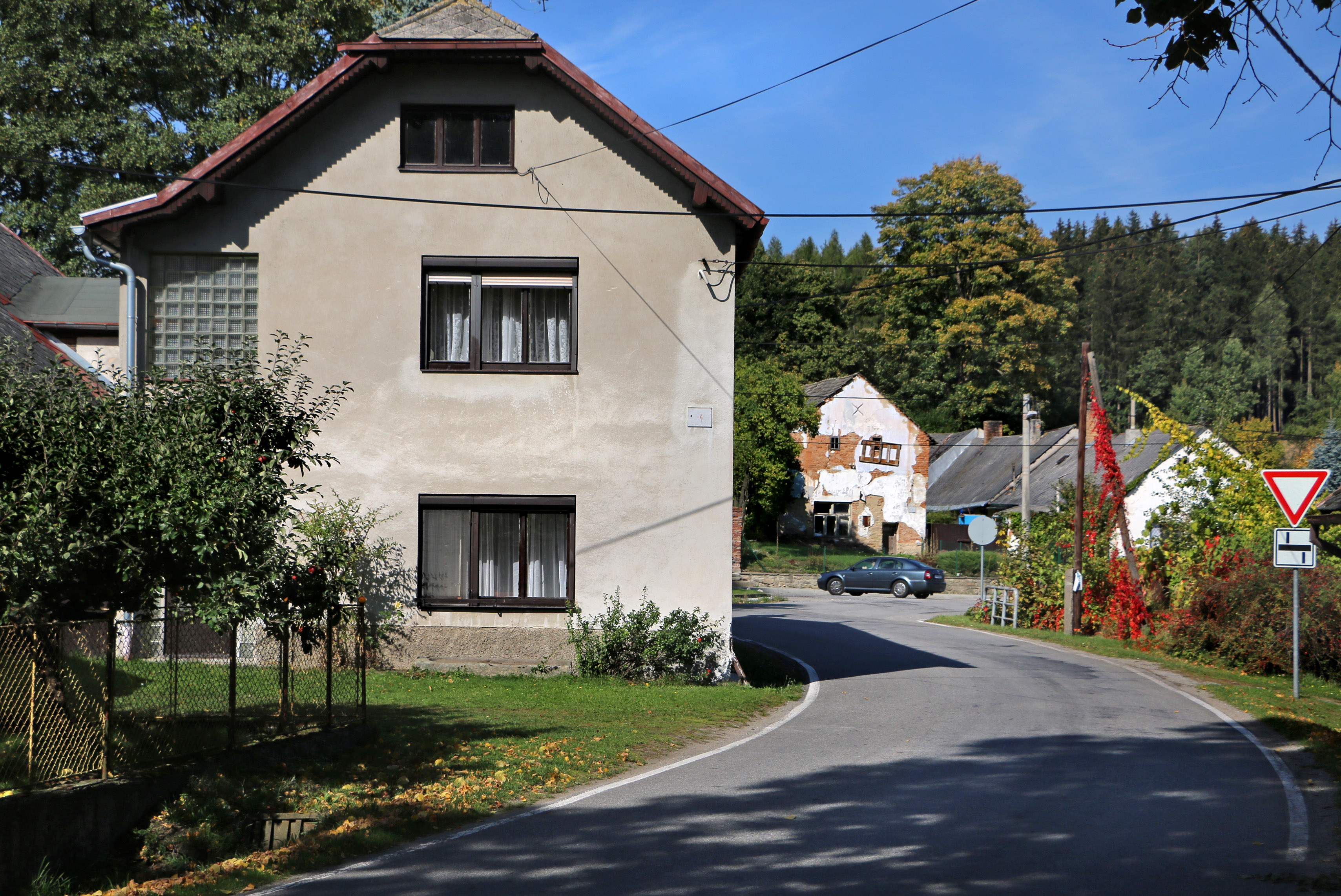
Silnice II/112
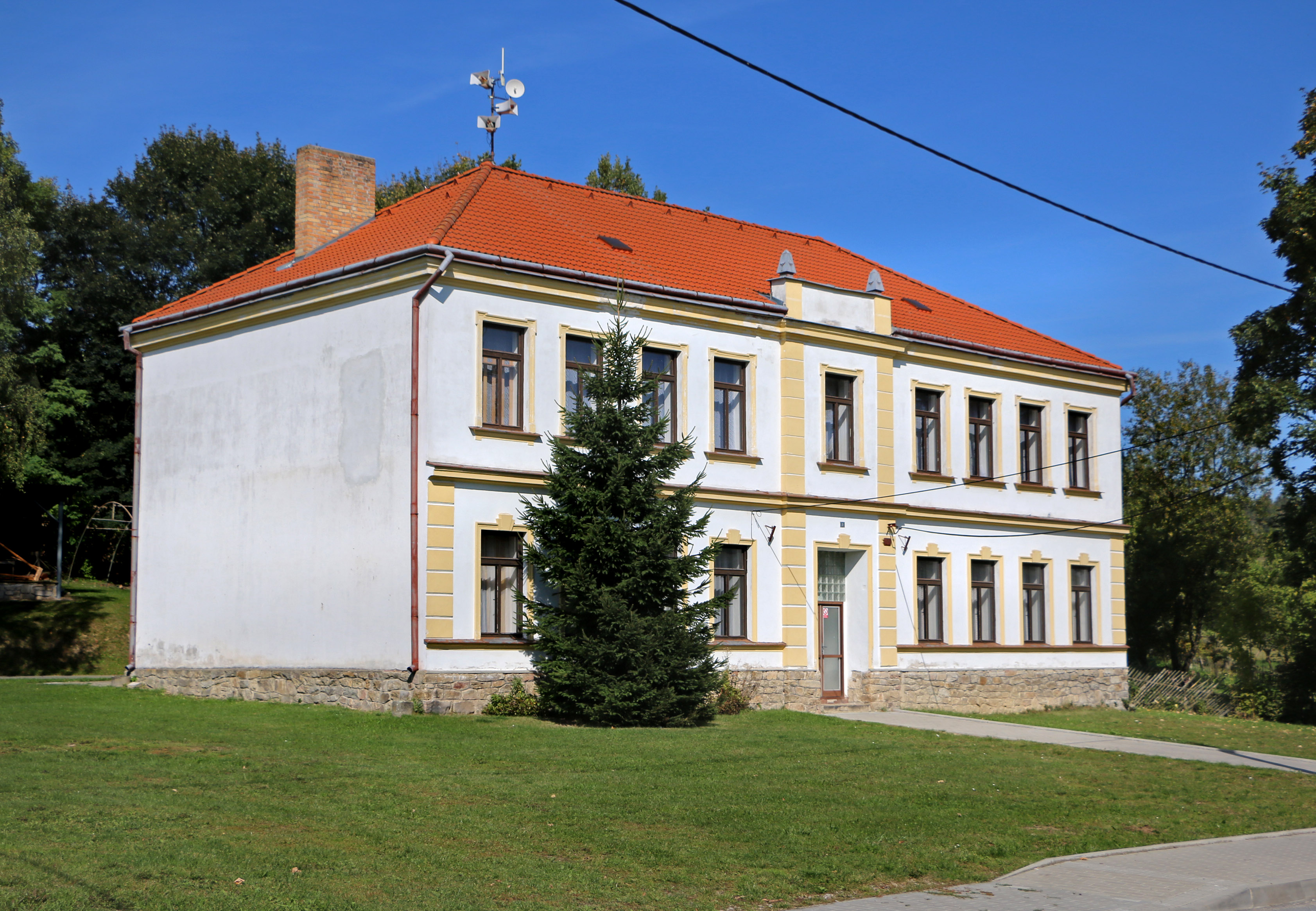
Bývalá škola, dnes sídlo knihovny a místo kulturních a společenských akcí